# Ulvinsalon alue
Ulvinsalon alue este o arie protejată (arie specială de conservare — SAC, sit de importanță comunitară — SCI) din Finlanda întinsă pe o suprafață de 3.949 ha, integral pe uscat.

## Localizare
Centrul sitului Ulvinsalon alue este situat la coordonatele 63°57′56″N 30°21′49″E / 63.9656°N 30.3636°E.

## Înființare
Situl Ulvinsalon alue a fost declarat sit de importanță comunitară în august 1998 pentru a proteja 1 specie de plante și 4 specii de animale. Situl a fost protejat și ca arie specială de conservare în aprilie 2015.

## Biodiversitate
Situată în ecoregiunea boreală, aria protejată conține 11 habitate naturale: Lacuri și iazuri distrofice naturale, Cursuri de apă de la nivel de câmpie la nivel montan, cu vegetație Ranunculion fluitantis și Callitricho-Batrachion, Turbării active, Mlaștini turboase de tranziție și turbării mișcătoare, Izvoare fino-scandinave și mlaștini produse de izvoare bogate în minerale, Mlaștini alcaline, Turbării Aapa, Pante stâncoase silicioase cu vegetație casmofită, Taiga vestică, Păduri fino-scandinave bogate în ierburi cu Picea abies, Mlaștini împădurite.
La baza desemnării sitului se află mai multe specii protejate:
- plante (1): Cephalozia macounii
- mamifere (3): gluton (Gulo gulo), veveriță zburătoare siberiană (Pteromys volans), Rangifer tarandus fennicus
- nevertebrate (1): Agathidium pulchellum

Pe lângă speciile protejate, pe teritoriul sitului au mai fost identificate 13 specii de plante, 13 specii de păsări, 2 specii de mamifere, 28 de specii de pești.